# Kościół ewangelicko-reformowany w Kojdanowie
Zbór kalwiński w Kojdanowie (biał. Койданаўскi кальвiнскi збор) – świątynia ewangelicko–reformowana istniejąca w Kojdanowie od początku XVII wieku do rewolucji październikowej, będąca siedzibą parafii Jednoty Litewskiej.

## Historia
Kościół ufundował w 1613 książę Krzysztof Mikołaj Radziwiłł – budynek wzniesiono na miejscu kojdanowskiego zamczyska w stylu gotyku. Do budowy użyto cegły, piasku i wapna. W 1884 dokonano przebudowy zboru.
Świątynia zbudowana była na planie prostokąta, wyróżniała się wysoką wieżą–dzwonnicą z zegarem, nakryta była dwuspadowym wysokim gontowym dachem, nad którym umieszczono kopułę z sygnaturką. Wewnątrz zboru znajdowała się słynna Biblia brzeska, w II połowie XIX wieku przeniesiono do niego również organy z zamkniętego w 1866 przez władze carskie kościoła bernardynów w Mińsku.
Budynek był ogrodzony wałem i rowem wodnym, przez który przerzucono rzeźbiony w drewnie most. Obok kościoła znajdował się murowany jednopiętrowy budynek z gontowym dachem, w którym mieszkał pastor. W okolicy zboru rozmieszczone były drewniane budynki należące do dwuklasowej szkoły kalwińskiej (zlikwidowanej w połowie XIX wieku) oraz szpitalik.
Parafia kalwińska w Kojdanowie ulegała likwidacji w wyniku rewolucji październikowej i przyłączenia miasta do Białoruskiej SRR. Sam budynek zboru i budynki przykościelne ocalały, ostatecznie zburzono je dopiero po II wojnie światowej.

## Galeria

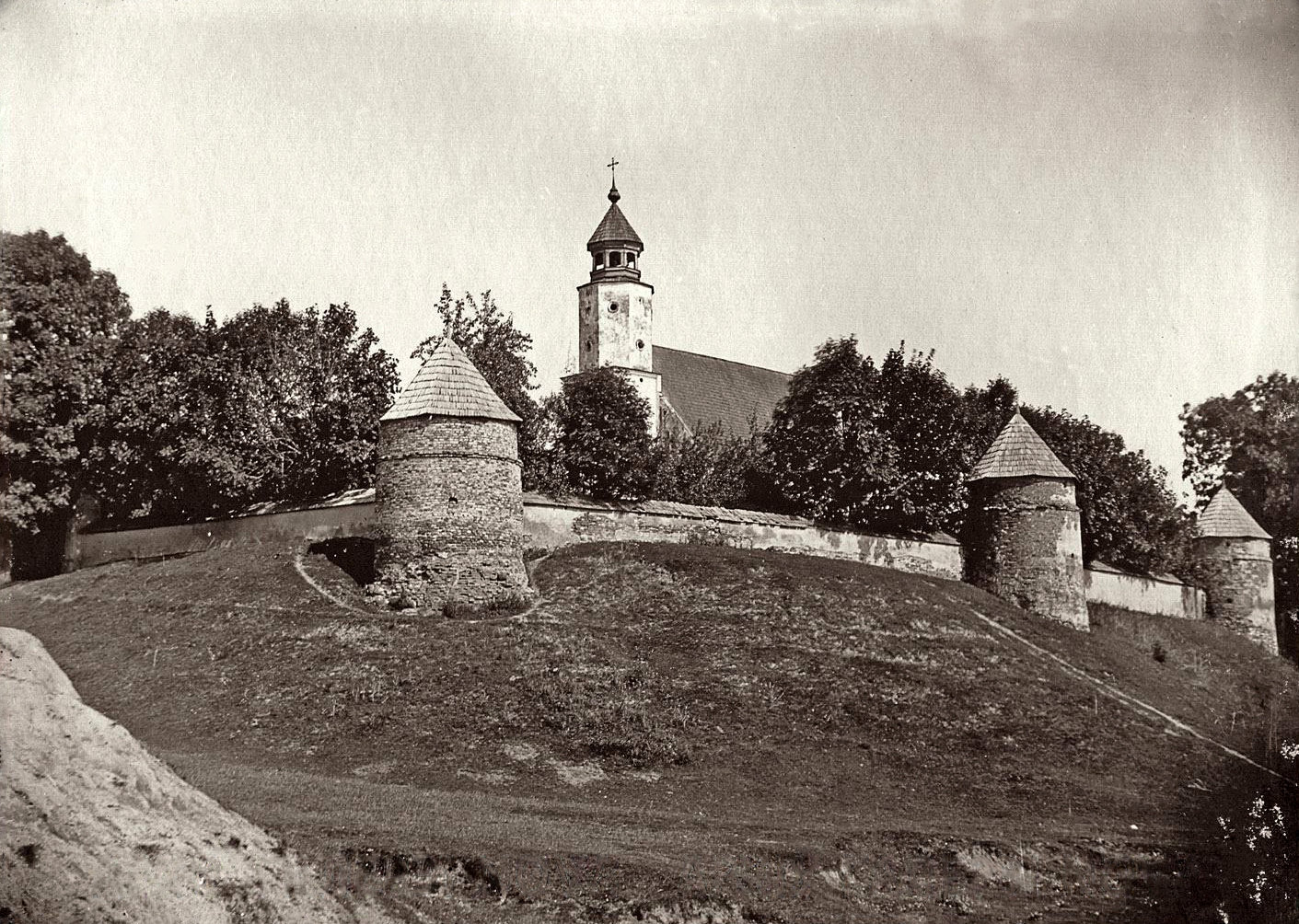
Zbór w 1900
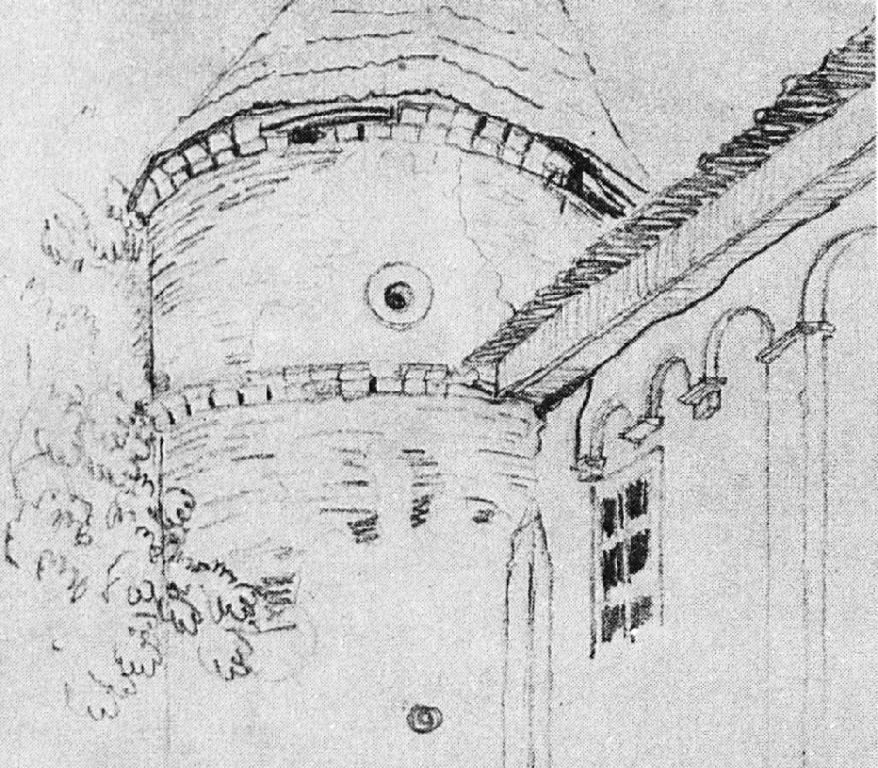
XIX wiek
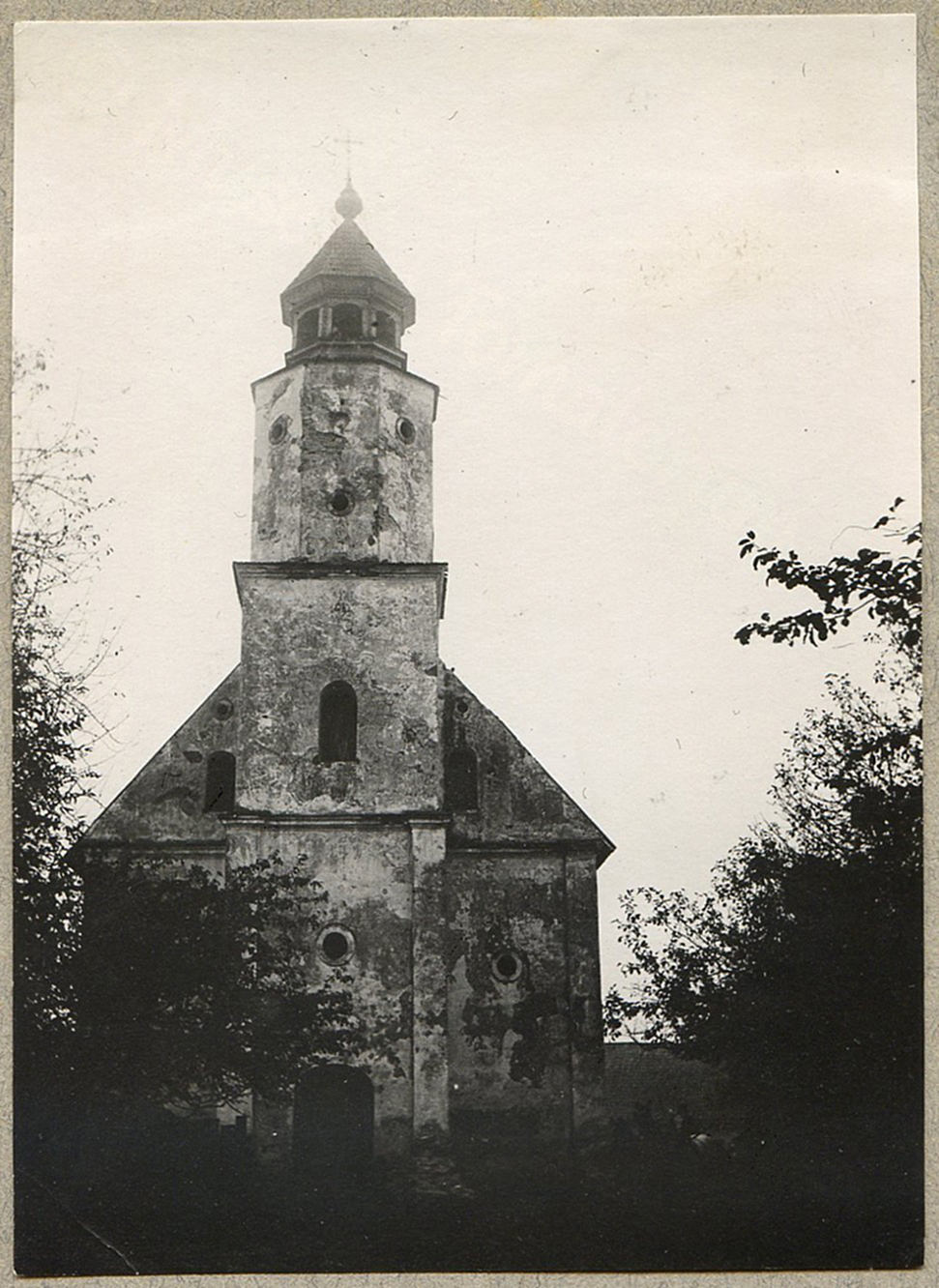
Zbór w 1910
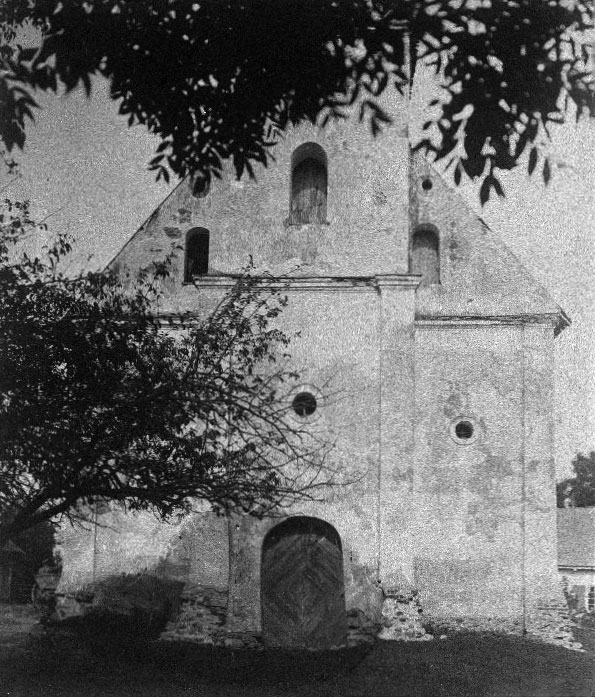
Zbór w 1910
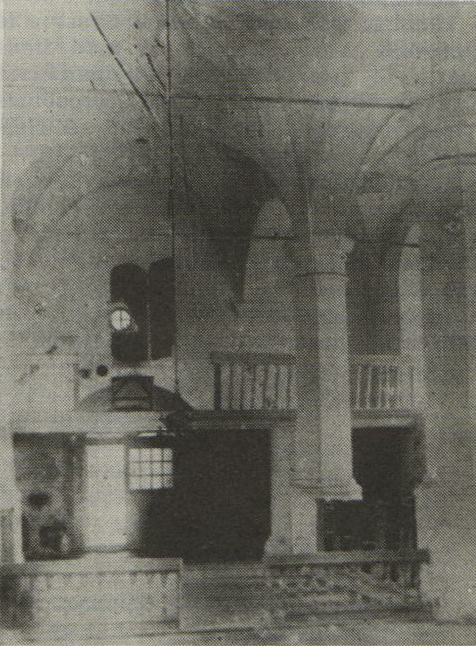
Wnętrze zboru
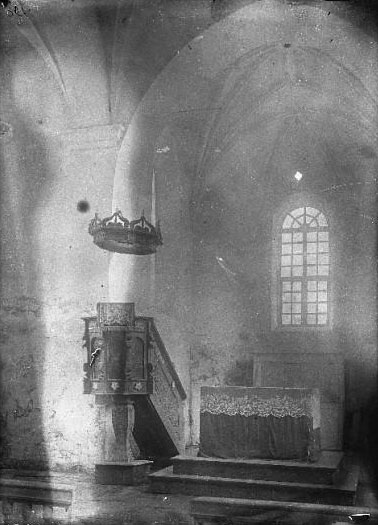
Zbór w 1910
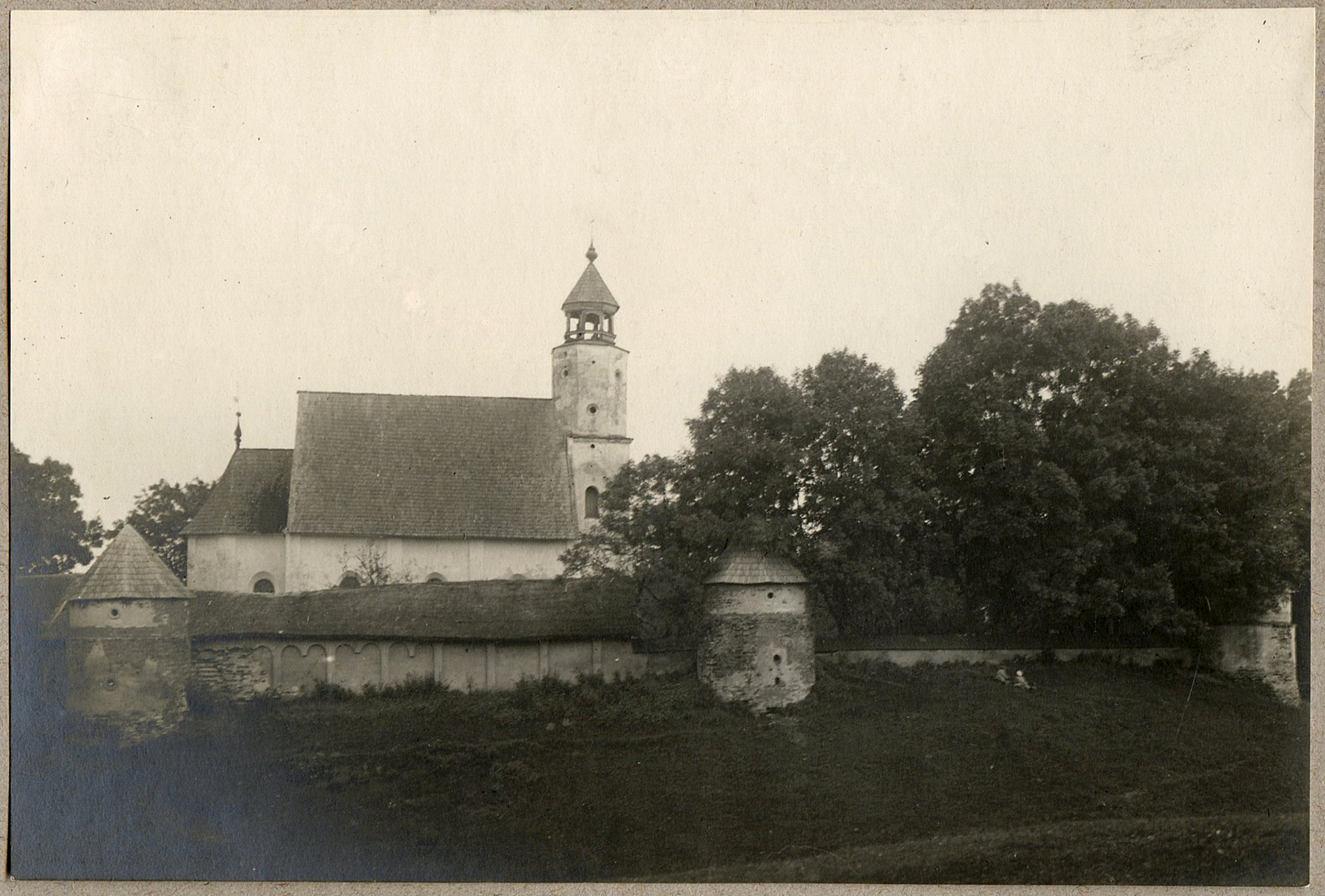
Zbór w 1917 roku